# Torre de Palma

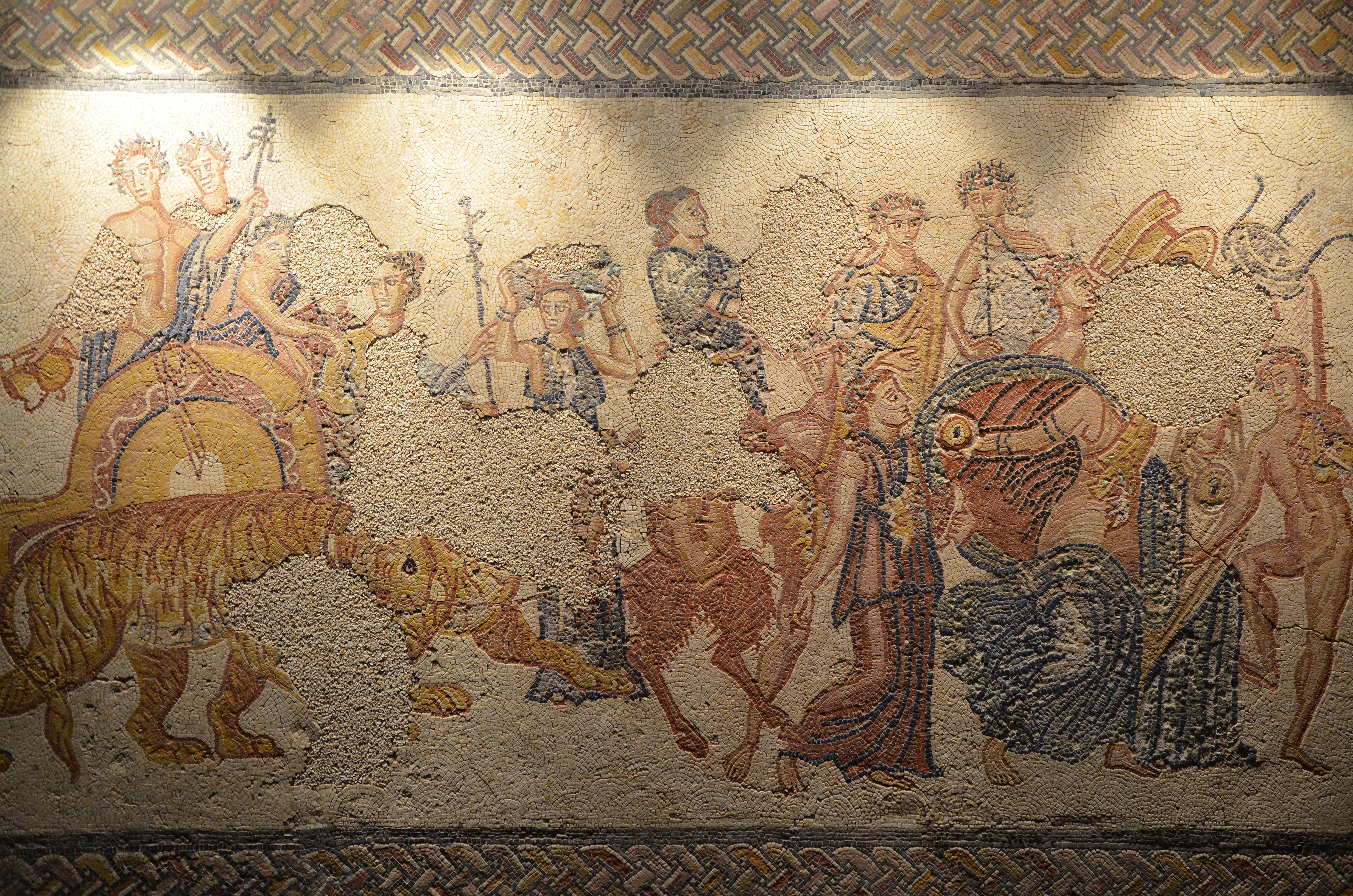
Painel de mosaicos encontrado na Villa de Torre de Palma em Torre de Palma

A Villa Lusitano-Romana de Torre de Palma ou Estação romana de Monforte é um sítio arqueológico romano situado na herdade homónima de Torre de Palma, a cerca de 5 km de Monforte, Portugal.
Trata-se de uma vasta villa que pertenceu a uma poderosa família romana, os Basílios, cujo nome é conhecido através de uma inscrição encontrada no local, onde  construíram uma majestosa residência, a qual foi usada possivelmente entre os séculos II e IV.
No sítio foram encontradas ruínas duma basílica paleocristã, datada provavelmente do século IV, constituída por três naves de sete tramos e absides contrapostas, a qual continha um batistério em forma de cruz de Lorena, com dois lanços opostos de quatro degraus. É considerado como sendo um dos mais importantes complexos da Península Ibérica, só com paralelo na Palestina e no Norte de África.
A Villa Lusitano-Romana de Torre de Palma está classificada como Monumento Nacional desde 1970.